# Liste des installations à courant continu haute tension
Le tableau ci-dessous présente une liste des installations de courant continu haute tension (HVDC) dans le monde.

## Tableau
Notes:
- B2B = "Back to Back" HVDC
- IGBT = installation à base de transistor bipolaire à grille isolée
- Thury = à base des générateurs connecté en série suivant les principes de René Thury
- Merc = utilise des redresseurs et inverseur à diode à vapeur de mercure
- Thyr = utilise des redresseurs et inverseur à thyristor

Source du tableau à partir de 1951 : (en) « Liste exhaustive de tous les projets HVDC complétés en mars 2012 » (consulté le 7 janvier 2012)
| Nom                                                | Poste de conversion 1                                                                                              | Poste de conversion 2 | Câble souterrain / sous-marin (km) | Ligne aérienne (km) | Distance totale (km) | Tension (kV) | Mégawatt   | Année d'inauguration | Convertisseur    | Constructeur | Remarques |
| -------------------------------------------------- | --- | --- | ---------------------------------- | ------------------- | -------------------- | ------------ | ---------- | -------------------- | ---------------- | --- | --- |
| Miesbach-Munich                                    | Allemagne - Miesbach                                                                                               | Allemagne - Munich |                                    | 57                  | 57                   | 2            | 0,0025     | 1882                 | Seule machine    | | Installation expérimentale, démantelée |
| Gorzente River - Genoa DC transmission scheme      | Italie - Gorzente River                                                                                            | Italie - Gênes | ?                                  | ?                   |                      | 6            | ?          | 1889                 | Thury            | | l'installation fut par la suite améliorée, tension augmentée à 14 kV, puissance portée à 2,5 MW et sa longueur augmentée à 120 km, démantelée                                                                             |
| La Chaux-de-Fonds DC transmission scheme           | Suisse - ? | Suisse - ? | ?                                  | ?                   |                      | 14           | ?          | 1897                 | Thury            | | démantelée |
| St. Maurice - Lausanne DC transmission scheme      | Suisse - St. Maurice                                                                                               | Suisse - Lausanne | ?                                  | ?                   |                      | 22           | 3.7        | 1899                 | Thury            | | démantelée |
| Liaison à courant continu Lyon-Moûtiers            | France - Lyon | France - Moûtiers | 10                                 | 190                 | 200                  | ±75          | 30         | 1906                 | Thury            | | démantelée en 1936 |
| Wilesden-Ironbridge DC transmission scheme         | Royaume-Uni - Willesden                                                                                            | Royaume-Uni - Ironbridge | 22.5                               | ?                   | ?                    | 100          | ?          | 1910                 | Thury            | | démantelée |
| Chambéry DC transmission scheme                    | France - ? | France - ? | ?                                  | ?                   |                      | 150          | ?          | 1925                 | Thury            | | démantelée en 1937 |
| Mechanicville                                      | États-Unis - Mechanicville, NY                                                                                     | États-Unis - Schenectady, NY |                                    | 37                  | 37                   | 12           | 5          | 1932                 | Merc             | | Expérimentale, conversion de fréquence (40 à 60 Hz), démantelée après la 2e Guerre mondiale |
| HVDC Zurich-Wettingen                              | Suisse - Wettingen 47° 27′ 25″ N, 8° 19′ 15″ E                                                                     | Suisse - Zurich |                                    | 20                  | 20                   | 50           | 0.5        | 1939                 | Merc             | BBC | Installation expérimentale, démantelée |
| HVDC Charlottenburg-Moabit                         | Allemagne - Berlin-Moabit                                                                                          | Allemagne - Berlin-Charlottenburg |                                    | 4,6                 | 4,6                  | 100          | 14         | 1942                 | Merc             | Siemens | Installation expérimentale, démantelée en 1945 |
| Lehrte-Misburg HVDC                                | Allemagne - Lehrte 52° 22′ 54″ N, 9° 55′ 03″ E                                                                     | Allemagne - Hanovre-Misburg | ?                                  |                     |                      | 80           | 16         | 1944                 | Merc             | | Installation expérimentale, démantelée |
| Elbe-Project                                       | Allemagne, Vockerode 51° 50′ 32″ N, 12° 21′ 26″ E                                                                  | Allemagne - Berlin, Marienfelde 52° 25′ 39″ N, 13° 22′ 13″ E | 115                                | 0                   | 115                  | 200          | 60         | 1945                 | Merc             | | N'est jamais entrée en service, démantelée |
| HVDC Trollhattan-Merud                             | Suède - Trollhattan                                                                                                | Suède - Merud |                                    | 50                  | 50                   | 45           | 6.5        | 1946                 | Merc             | ASEA | installation expérimentale, démantelée |
| Moscow-Kachira                                     | URSS - Moscou 55° 39′ 32″ N, 37° 38′ 16″ E                                                                         | URSS - Kachira 54° 51′ 29″ N, 38° 14′ 45″ E | 100                                |                     | 100                  | ±100         | 30         | 1951                 | Merc             | État russe | Construite à partir de composants du projet HVDC Elbe, fermée |
| Gotland 1                                          | Suède - Västervik 57° 43′ 41″ N, 16° 38′ 51″ E                                                                     | Suède - Yigne 57° 35′ 13″ N, 18° 11′ 44″ E | 98                                 |                     | 98                   | ±100         | 20         | 1954                 | Merc             | ASEA | fermée en février 1986 |
| Cross-Channel                                      | France - Echingen 50° 41′ 48″ N, 1° 38′ 21″ E                                                                      | Royaume-Uni - Lydd 50° 54′ 54″ N, 0° 56′ 50″ E | 64                                 |                     | 64                   | ±100         | 160        | 1961                 | Merc             | ASEA | fermée in 1984 |
| Volgograd-Donbass                                  | Russie - Volzhskaya 48° 49′ 34″ N, 44° 40′ 20″ E                                                                   | Russie - Mikhailovskaya 48° 39′ 13″ N, 38° 33′ 56″ E |                                    | 475                 | 475                  | ±400         | 750        | 1964                 | Merc             | URSS | |
| Konti-Skan 1                                       | Danemark - Vester Hassing 57° 03′ 46″ N, 10° 05′ 24″ E                                                             | Suède - Stenkullen 57° 48′ 15″ N, 12° 19′ 13″ E | 87                                 | 89                  | 180                  | ±250         | 250        | 1964                 | Merc             | ASEA | remplacée en août 2006 par des convertisseurs modernes à thyristors |
| Sakuma B2B                                         | Japon - Sakuma 35° 04′ 57″ N, 137° 47′ 56″ E                                                                       | Japon - Sakuma 35° 04′ 57″ N, 137° 47′ 56″ E |                                    |                     | B2B                  | 2*125        | 300        | 1965                 | Merc             | ASEA | remplacée en 1993 par des convertisseurs modernes à thyristors, fermé |
| HVDC Inter-Island, pôle 1 et 2                     | Nouvelle-Zélande - Benmore 44° 33′ 55″ S, 170° 11′ 24″ E                                                           | Nouvelle-Zélande - Haywards 41° 09′ 01″ S, 174° 58′ 52″ E | 40                                 | 535                 | 609                  | ±250         | 1200       | 1965                 | Merc             | ASEA | Améliorée en 1992. Le pole no 1 de cette installation utilise des redresseurs à arc au mercure, un des derniers au monde utilisant cette technologie. Le pôle no 2 utilise des ponts de thyristors.                       |
| liaison à courant continu Italie-Corse-Sardaigne   | Italie - Suvereto 43° 03′ 10″ N, 10° 41′ 42″ E (pres 1992 : Italie - San Dalmazio 43° 15′ 43″ N, 10° 55′ 05″ E)    | France - Lucciana 42° 31′ 40″ N, 9° 26′ 59″ E; Italie- Codrongianos 40° 39′ 07″ N, 8° 42′ 48″ E | 304                                | 118                 | 415                  | 200          | 200        | 1965                 | Merc             | English Electric, puis CGEE Alsthom (1985) | Sans la Corse qui est construite en 1985, remplacée en 1986 par des thyristors, schéma multiterminal. |
| Vancouver Island 1                                 | Canada - Delta, BC 49° 05′ 31″ N, 123° 02′ 31″ O                                                                   | Canada - North Cowichan, BC 48° 49′ 39″ N, 123° 42′ 55″ O | 42                                 | 33                  | 74                   | ±260         | 312        | 1968                 | Merc             | Asea | |
| Pacific DC Intertie                                | États-Unis - Oregon - Celilo 45° 35′ 39″ N, 121° 06′ 51″ O                                                         | États-Unis - Californie - Sylmar 34° 18′ 39″ N, 118° 29′ 21″ O, 34° 18′ 42″ N, 118° 28′ 53″ O |                                    | 1362                | 1362                 | ±400         | 3100       | 1970                 | Merc             | ASEA/GE, puis ABB | Tension ±500kV depuis 1985, puissance transmise maximum 1 440 MW jusqu'en 1982, 1 600 MW de 1982 à 1984 puis 2 000 MW de 1984 à 1989, les redresseurs à arc au mercure ont été remplacés en 2004 par des photothyristors. |
| Nelson River Bipole 1                              | Canada - Gillam 56° 21′ 41″ N, 94° 36′ 48″ O                                                                       | Canada - Rosser, Manitoba 49° 59′ 39″ N, 97° 25′ 39″ O |                                    | 895                 | 895                  | ±463         | 1620       | 1971                 | Merc             | English electric, GEC Alsthom, ASEA, Siemens | Utilisa les plus grands redresseurs à arc au mercure jamais construit. Ils ont été remplacés par des thyristors en 1993, et en 2004.                                                                                      |
| Eel River B2B                                      | Canada- Eel River, NB 48° 01′ 05″ N, 66° 26′ 39″ O                                                                 | Canada- Eel River, NB 48° 01′ 05″ N, 66° 26′ 39″ O |                                    | B2B                 |                      | ±80          | 320        | 1972                 | Thyr             | GE | |
| Kingsnorth                                         | Royaume-Uni - Kingsnorth 51° 25′ 11″ N, 0° 35′ 46″ E                                                               | Royaume-Uni - Londres-Beddington 51° 22′ 23″ N, 0° 07′ 38″ O ; Londres-Willesden 51° 32′ 03″ N, 0° 15′ 29″ O | 85                                 |                     | 85                   | ±266         | 640        | 1972                 | Merc             | English Electric | Mis hors service en 1987 |
| Shin Shinano B2B                                   | Japon - Shin Shinano 36° 08′ 14″ N, 137° 52′ 58″ E                                                                 | Japon - Shin Shinano 36° 08′ 14″ N, 137° 52′ 58″ E |                                    |                     | B2B                  | 125          | 300        | 1977                 | Thyr             | Hitachi/Toshiba/Nisshin | Passe à 600 MW en 1992 |
| Square Butte                                       | États-Unis - Center, ND (Young) 47° 04′ 18″ N, 101° 11′ 45″ O                                                      | États-Unis - Adolph, MN (Arrowhead) 46° 46′ 25″ N, 92° 17′ 39″ O |                                    | 749                 | 759                  | ±250         | 500        | 1977                 | Thyr             | GE | |
| Vancouver Island 2                                 | Canada - Delta, BC 49° 05′ 31″ N, 123° 02′ 31″ O                                                                   | Canada - North Cowichan, BC 48° 49′ 39″ N, 123° 42′ 55″ O | 33                                 | 42                  | 74                   | ±280         | 370        | 1977                 | Thyr             | GE | |
| Cross-Skagerrak 1 + 2                              | Danemark - Tjele 56° 28′ 44″ N, 9° 34′ 01″ E                                                                       | Norvège - Kristiansand 58° 15′ 36″ N, 7° 53′ 55″ E | 130                                | 100                 | 240                  | ±250         | 550        | 1977                 | Thyr             | ASEA | |
| David A. Hamil B2B                                 | États-Unis- Stegall, Nebraska 41° 49′ 15″ N, 103° 56′ 32″ O                                                        | États-Unis- Stegall, Nebraska 41° 49′ 15″ N, 103° 56′ 32″ O |                                    |                     | B2B                  | ±50          | 100        | 1977                 | Thyr             | GE | |
| Cahora Bassa                                       | Mozambique - Songo Apollo HVDC 15° 36′ 41″ S, 32° 44′ 59″ E                                                        | Afrique du Sud - Apollo 25° 55′ 11″ S, 28° 16′ 34″ E |                                    | 1456                | 1456                 | ±533         | 1920       | 1979                 | Thyr             | | Premier HVDC avec une tension au-delà de 500 kV |
| CU                                                 | États-Unis - Underwood, ND (Coal Creek) 47° 22′ 24″ N, 101° 09′ 23″ O                                              | États-Unis- Rockford, MN (Dickinson) 45° 06′ 40″ N, 93° 48′ 36″ O |                                    | 701                 | 701                  | ±400         | 1000       | 1979                 | Thyr             | ASEA | |
| Hokkaido-Honshu                                    | Japon - Hakodate 41° 55′ 55″ N, 140° 39′ 47″ E                                                                     | Japon - Kamiita 40° 48′ 06″ N, 141° 11′ 52″ E | 44                                 | 149                 | 167                  | ±250         | 600        | 1979-1983            | Thyr             | ASEA puis Hitachi/Toshiba | Construit en plusieurs étapes |
| Acaray B2B                                         | Paraguay - Ciudad del Este 25° 27′ 26″ S, 54° 37′ 26″ O                                                            | Paraguay - Ciudad del Este 25° 27′ 26″ S, 54° 37′ 26″ O |                                    |                     | B2B                  | ±25.6        | 50         | 1981                 | Thyr             | Siemens | |
| Vyborg B2B                                         | Russie - Vyborg 60° 40′ 49″ N, 28° 55′ 07″ E                                                                       | Russie - Vyborg 60° 40′ 49″ N, 28° 55′ 07″ E |                                    |                     | B2B                  | 3* ±85       | 1065       | 1981-1984            | Thyr             | URSS | Construit en plusieurs étapes |
| Inga-Shaba                                         | Zaïre - Kolwezi 10° 39′ 27″ S, 25° 27′ 08″ E                                                                       | Zaïre - Inga 5° 31′ 27″ S, 13° 36′ 39″ E) |                                    | 1700                | 1700                 | ±500         | 560        | 1982                 | Thyr             | ASEA/GE | |
| Dürnrohr B2B                                       | Autriche - Dürnrohr 48° 19′ 46″ N, 15° 52′ 48″ E                                                                   | Austria - Dürnrohr 48° 19′ 46″ N, 15° 52′ 48″ E |                                    |                     | B2B                  | 145          | 550        | 1983                 | Thyr             | BBC/Siemens | Mise hors service en octobre 1997, démantelée en 2007 |
| Artesia, New Mexico (Eddy County HVDC B2B) B2B     | États-Unis - Artesia, NM 32° 48′ 51,7″ N, 104° 14′ 29,6″ O                                                         | États-Unis - Artesia, NM 32° 48′ 51,7″ N, 104° 14′ 29,6″ O |                                    |                     | B2B                  | 82           | 200        | 1983                 | Thyr             | GE | |
| Gotland 2                                          | Suède - Västervik 57° 43′ 41″ N, 16° 38′ 51″ E                                                                     | Suède - Yigne 57° 35′ 13″ N, 18° 11′ 44″ E | 92.9                               | 6.6                 | 100                  | ±150         | 130        | 1983                 | Thyr             | ASEA | |
| Poste Châteauguay B2B                              | Québec - Châteauguay 45° 15′ 11″ N, 73° 52′ 11″ O                                                                  | Québec - Châteauguay 45° 15′ 11″ N, 73° 52′ 11″ O |                                    |                     | B2B                  | 145          | 2/500      | 1984                 | Thyr             | BBC/Siemens | |
| Oklaunion B2B                                      | États-Unis - Oklaunion, TX 34° 05′ 06″ N, 99° 11′ 01″ O                                                            | États-Unis - Oklaunion, TX 34° 05′ 06″ N, 99° 11′ 01″ O |                                    |                     | B2B                  | 82           | 200        | 1984                 | Thyr             | GE | |
| Blackwater, New Mexico B2B                         | États-Unis - Blackwater, NM 34° 18′ 03″ N, 103° 10′ 27″ O                                                          | États-Unis - Blackwater, NM 34° 18′ 03″ N, 103° 10′ 27″ O |                                    |                     | B2B                  | 57           | 200        | 1985                 | Thyr             | BBC | |
| Itaipu 1                                           | Brésil - Foz do Iguaçu, Paraná 25° 27′ 58″ S, 54° 32′ 33″ O                                                        | Brésil - São Roque, São Paulo 23° 40′ 02″ S, 47° 06′ 19″ O |                                    | 785                 | 785                  | ±600         | 3150       | 1984                 | Thyr             | ASEA | |
| Itaipu 2                                           | Brésil - Foz do Iguaçu, Paraná 25° 27′ 58″ S, 54° 32′ 33″ O                                                        | Brésil - São Roque, São Paulo 23° 40′ 02″ S, 47° 06′ 19″ O |                                    | 805                 | 805                  | ±600         | 3150       | 1984                 | Thyr             | ASEA | |
| Nelson River Bipole 2                              | Canada - Sundance 56° 30′ 14″ N, 94° 08′ 24″ O                                                                     | Canada - Rosser 49° 59′ 39″ N, 97° 25′ 49″ O |                                    | 937                 | 937                  | ±500         | 2000       | 1978-1985            | Thyr             | AEG/BBC/Siemens | Construit en 2 étapes |
| Poste Madawaska                                    | Québec - Dégelis 47° 30′ 31″ N, 68° 31′ 25″ O                                                                      | Dégelis 47° 30′ 31″ N, 68° 31′ 25″ O |                                    |                     | B2B                  | 130          | 350        | 1985                 | Thyr             | GE | |
| Miles City, Montana B2B                            | États-Unis - Miles City 46° 24′ 31″ N, 105° 47′ 36″ O                                                              | États-Unis - Miles City 46° 24′ 31″ N, 105° 47′ 36″ O |                                    |                     | B2B                  | 82           | 200        | 1985                 | Thyr             | GE | |
| Highgate, VT B2B                                   | États-Unis - Highgate, Vermont 44° 56′ 17″ N, 73° 03′ 15″ O                                                        | États-Unis - Highgate, VT 44° 56′ 17″ N, 73° 03′ 15″ O |                                    |                     | B2B                  | ±56          | 200        | 1985                 | Thyr             | ASEA | |
| IFA 2000                                           | France - Les Mandarins 50° 54′ 11″ N, 1° 47′ 05″ E                                                                 | Royaume-Uni - Sellindge 51° 06′ 21″ N, 0° 58′ 32″ E | 72                                 |                     | 72                   | ±270         | 2000       | 1986                 | Thyr             | CGEE Alsthom/GEC | 2 systèmes bipolaires |
| Path 27                                            | États-Unis - Intermountain, Utah 39° 30′ 02″ N, 112° 34′ 51″ O                                                     | États-Unis - Adelanto, California 34° 33′ 04″ N, 117° 26′ 14″ O |                                    | 785                 | 785                  | ±500         | 1920       | 1986                 | Thyr             | ASEA | |
| Uruguaiana B2B                                     | Brésil - Uruguaiana 29° 48′ 22″ S, 57° 00′ 17″ O                                                                   | Brésil - Uruguaiana 29° 48′ 22″ S, 57° 00′ 17″ O |                                    |                     | B2B                  | 17.9         | 53.9       | 1994                 | Thyr             | Toshiba | |
| Broken Hill B2B                                    | Australie - Broken Hill 31° 59′ 10″ S, 141° 25′ 09″ E                                                              | Australia - Broken Hill 31° 59′ 10″ S, 141° 25′ 09″ E |                                    |                     | B2B                  | 2 * ±8.33    | 40         | 1986                 | Thyr             | ASEA | |
| Gotland 3                                          | Suède - Västervik 57° 43′ 41″ N, 16° 38′ 51″ E                                                                     | Suède - Yigne 57° 35′ 13″ N, 18° 11′ 44″ E | 98                                 |                     | 103                  | ±150         | 260        | 1987                 | Thyr             | ASEA | |
| HVDC Zhoushan                                      | Ningbo - Chine | Gao Tongge - Chine | 12                                 | 42                  | 54                   | 100          | 50         | 1982                 | Thy              | | |
| Konti-Skan 2                                       | Danemark - Vester, Hassing 57° 03′ 46″ N, 10° 05′ 24″ E                                                            | Suède - Lindome 57° 36′ 24″ N, 12° 06′ 40″ E | 87                                 | 60                  | 150                  | 285          | 300        | 1988                 | Thyr             | ASEA | |
| Virginia Smith B2B                                 | États-Unis - Sidney, Nebraska 41° 09′ 51″ N, 102° 59′ 15″ O                                                        | États-Unis - Sidney, Nebraska 41° 09′ 51″ N, 102° 59′ 15″ O |                                    |                     | B2B                  | 500          | 200        | 1987                 | Thyr             | Siemens | |
| Gezhouba - Shanghai "GeSha" or "Ge-Nan"            | Chine - Gezhouba 30° 43′ 44″ N, 111° 14′ 39″ E                                                                     | Chine - Nanqiao 30° 57′ 22″ N, 121° 24′ 48″ E |                                    | 1046                | 1046                 | ±500         | 1200       | 1989                 | Thyr             | BBC/Siemens | [ 5 ] |
| Fenno-Skan                                         | Finlande - Rauma 61° 09′ 07″ N, 21° 37′ 32″ E                                                                      | Suède - Dannebo 60° 24′ 14″ N, 18° 08′ 10″ E | 200                                | 33                  | 303                  | 400          | 500        | 1989                 | Thyr             | ABB/Alcatel | |
| Vindhyachal B2B                                    | Inde - Vindhyachal 24° 05′ 38″ N, 82° 40′ 44″ E                                                                    | Inde - Vindhyachal 24° 05′ 38″ N, 82° 40′ 44″ E |                                    |                     | B2B                  | 2*69,7       | 500        | 1989                 | Thyr             | ASEA | |
| Sileru-Barsoor                                     | Inde - Sileru 17° 52′ 01″ N, 81° 39′ 21″ E                                                                         | Inde - Barsoor 19° 08′ 20″ N, 81° 23′ 47″ E |                                    | 196                 | 196                  | ±200         | 100        | 1989                 | Thyr             | BHEL | |
| McNeill B2B                                        | Canada - Mc Neill, Alberta 50° 35′ 56″ N, 110° 01′ 25″ O                                                           | Canada - Mc Neill, Alberta 50° 35′ 56″ N, 110° 01′ 25″ O |                                    |                     | B2B                  | 42           | 150        | 1989                 | Thyr             | GEC Alsthom | |
| Réseau multiterminal à courant continu             | Canada - Radisson, Québec 53° 43′ 33″ N, 77° 44′ 17″ O                                                             | - Canada - Nicolet, Québec 46° 04′ 47″ N, 72° 14′ 58″ O; Canada - Des Cantons, Québec45° 33′ 44″ N, 71° 57′ 01″ O; États-Unis - Comerford, NH 44° 19′ 09″ N, 71° 59′ 35″ O; USA - Groton, MA 42° 34′ 13″ N, 71° 31′ 27″ O | 5                                  | 1600                | 1500                 | ±450         | 2250       | 1991                 | Thyr             | ABB | Multiterminal- 3 terminaux. Les terminaux de Des Cantons et de Comeford sont hors-service depuis 2007. |
| Rihand-Delhi                                       | Inde - Rihand 24° 01′ 13″ N, 82° 47′ 21″ E                                                                         | Inde - Dadri 28° 35′ 36″ N, 77° 36′ 16″ E |                                    | 814                 | 814                  | ±500         | 1500       | 1992                 | Thyr             | ABB/BHEL | |
| Inter-Island NZ 2                                  | Nouvelle-Zélande - Benmore 44° 33′ 55″ S, 170° 11′ 24″ E                                                           | Nouvelle-Zélande - Haywards 41° 09′ 01″ S, 174° 58′ 52″ E | 40                                 | 570                 | 1240                 | +270/-350    | 640        | 1992                 | Thyr             | ABB | 1 240 MVA pour le total |
| Wolmirstedt B2B                                    | Allemagne - Wolmirstedt 52° 16′ 21″ N, 11° 38′ 10″ E                                                               | Allemagne - Wolmirstedt 52° 16′ 21″ N, 11° 38′ 10″ E |                                    |                     | B2B                  | 160          | 600        | (1992)               | Thyr             | | Les travaux de construction ont été stoppés après la réunification, le bâtiment des convertisseurs statiques sont utilisés aujourd'hui comme centre de recyclage                                                          |
| liaison à courant continu Italie-Corse-Sardaigne 2 | Italie - Suvereto 43° 03′ 10″ N, 10° 41′ 42″ E (pres 1992 : Italie - San Dalmazio 43° 15′ 43″ N, 10° 55′ 05″ E)    | France- Lucciana 42° 31′ 40″ N, 9° 26′ 59″ E ; Codrongianos, Italie 40° 39′ 07″ N, 8° 42′ 48″ E | 118                                | 304                 | 385                  | ±200         | 300        | 1992                 | Thyr             | Ansado/GE | Schéma multiterminal |
| Etzenricht B2B                                     | Allemagne - Etzenricht 49° 37′ 52″ N, 12° 06′ 56″ E                                                                | Allemagne - Etzenricht 49° 37′ 52″ N, 12° 06′ 56″ E |                                    |                     | B2B                  | 160          | 600        | 1993                 | Thyr             | Siemens | Hors service en octobre 1995, démantelée en 2009 |
| Vienne-Sud-Est B2B                                 | Autriche - Vienna 48° 07′ 22″ N, 16° 25′ 06″ E                                                                     | Autriche - Vienne 48° 07′ 22″ N, 16° 25′ 06″ E |                                    |                     | B2B                  | 142          | 600        | 1993                 | Thyr             | Siemens | Hors service en octobre 1996, démantelée en 2007 |
| Cross-Skagerrak 3                                  | Danemark - Tjele 56° 28′ 44″ N, 9° 34′ 01″ E                                                                       | Norvège - Kristiansand 58° 15′ 36″ N, 7° 53′ 55″ E | 130                                | 100                 | 240                  | ±350         | 500        | 1993                 | Thyr             | ABB | |
| Baltic-Cable                                       | Allemagne - Lübeck- Herrenwyk 53° 53′ 45″ N, 10° 48′ 08″ E                                                         | Suède - Kruseberg 55° 30′ 01″ N, 13° 08′ 45″ E | 240                                | 12                  | 261                  | 450          | 600        | 1994                 | Thyr             | ABB | |
| Kontek                                             | Danemark - Bjaeverskov 55° 27′ 01″ N, 12° 00′ 26″ E                                                                | Allemagne - Bentwisch 54° 06′ 03″ N, 12° 13′ 01″ E | 170                                |                     | 171                  | 400          | 600        | 1995                 | Thyr             | ABB | |
| Haenam-Cheju                                       | Corée du Sud - Haenam                                                                                              | Corée du Sud - Jeju | 101                                |                     | 101                  | ±180         | 300        | 1997                 | Thyr             | GEC Alsthom | |
| Chandrapur - Padghe                                | Inde - Chandrapur 20° 00′ 36″ N, 79° 17′ 06″ E?                                                                    | Inde - Padghe 19° 21′ 30″ N, 73° 11′ 21″ E | 0                                  | 736                 | 736                  | ±500         | 1500       | 1997                 | Thyr             | ABB | |
| Hellsjön-Grängesberg                               | Suède - Hellsjoen 60° 02′ 50″ N, 15° 08′ 52″ E                                                                     | Suède - Graengesberg 60° 03′ 53″ N, 14° 59′ 39″ E |                                    | 10                  | 10                   | 180          | 3          | 1997                 | IGBT             | ABB | HVDC expérimental |
| Leyte - Luzon                                      | Philippines - Ormoc, Leyte 11° 05′ 19″ N, 124° 38′ 21″ E                                                           | Naga, Camarines Sur 13° 36′ 40″ N, 123° 14′ 19″ E | 21                                 | 430                 | 455                  | 350          | 440        | 1998                 | Thyr             | ABB/Marubeni | |
| Welch-Monticello B2B                               | États-Unis - Welch-Monticello, TX 33° 03′ 30,3″ N, 94° 50′ 36,54″ O Welch Plant 33° 03′ 19,08″ N, 94° 50′ 14,88″ O | États-Unis - Welch-Monticello, TX 33° 03′ 30,3″ N, 94° 50′ 36,54″ O Monticello Plant 33° 05′ 29,7″ N, 95° 02′ 19,92″ O |                                    |                     | B2B                  | 162          | 600        | 1998                 | Thyr             | Siemens | |
| Gotland HVDC light                                 | Suède - ? | Suède - ? | 100                                |                     | 100                  | ±60          | 50         | 1999                 | IGBT             | ABB | première installation commerciale à IGBT |
| Minami-Fukumitsu B2B                               | Japon - Minami- Fukumitsu 36° 29′ 46″ N, 136° 54′ 57″ E                                                            | Japon - Minami- Fukumitsu 36° 29′ 46″ N, 136° 54′ 57″ E |                                    |                     | B2B                  | 125          | 300        | 1999                 | Thyr             | Hitachi/Toshiba | |
| Visby-Nas                                          | Suède - Nas 57° 05′ 58″ N, 18° 14′ 27″ E                                                                           | Suède - Visby 57° 37′ 29″ N, 18° 21′ 18″ E | 70                                 |                     | 70                   | 80           | 50         | 1999                 | Thyr             | ABB | |
| Kii Channel                                        | Japon - Anan 33° 49′ 40″ N, 134° 38′ 14″ E                                                                         | Japon - Kihoku 34° 12′ 50″ N, 135° 30′ 07″ E | 50                                 | 50                  | 102                  | ±250         | 1400       | 2000                 | Thyr             | Hitachi/Toshiba/Mitsubishi | |
| SwePol                                             | Pologne - Bruskowo Wielkie 54° 30′ 06″ N, 16° 53′ 29″ E                                                            | Suède - Stärnö 56° 09′ 10″ N, 14° 50′ 29″ E | 245                                |                     | 254                  | ±450         | 600        | 2000                 | Thyr             | ABB | |
| Garabi HVDC back-to-back station                   | Brésil - Garabi 28° 15′ 19″ S, 55° 40′ 18″ O                                                                       | Brésil - Garabi 28° 15′ 19″ S, 55° 40′ 18″ O |                                    |                     | B2B                  | ±70          | 1100       | 2000                 | Thyr             | ABB | |
| Directlink                                         | Australie - Mullumbimby 28° 34′ 15″ S, 153° 27′ 08″ E                                                              | Australie - Bungalora 28° 15′ 20″ S, 153° 28′ 20″ E | 59                                 |                     | 59                   | 80           | 3*60       | 2000                 | IGBT             | ABB | Câble enterré |
| Rivera B2B                                         | Uruguay - Rivera 30° 56′ 29″ S, 55° 33′ 34″ O                                                                      | Uruguay - Rivera 30° 56′ 29″ S, 55° 33′ 34″ O |                                    |                     | B2B                  | 20           | 70         | 2000                 | Thyr             | GEC Alsthom | |
| Eagle Pass (Texas) B2B                             | États-Unis - Eagle Pass, TX 28° 42′ 58,8″ N, 100° 29′ 26,88″ O                                                     | États-Unis - Eagle Pass, TX 28° 42′ 58,8″ N, 100° 29′ 26,88″ O |                                    |                     | B2B                  | 15.9         | 36         | 2000                 | IGBT             | ABB | |
| Tjæreborg                                          | Danemark - Tjæreborg/Enge 55° 26′ 52″ N, 8° 35′ 34″ E                                                              | Danemark - Tjæreborg/Substation 55° 28′ 07″ N, 8° 33′ 36″ E | 4,3                                |                     | 4,3                  | 9            | 7          | 2000                 | IGBT             | ABB | Interconnexion avec des fermes éoliennes |
| Tianshengqiao - Guangzhou "Tian-Guang" ou TSQ      | Chine - Tianshengqiao 24° 54′ 56″ N, 105° 05′ 47″ E                                                                | Chine - Guangzhou 23° 18′ 58″ N, 113° 15′ 05″ E |                                    | 960                 | 960                  | ±500         | 1800       | 2001                 | Thyr             | Siemens | [ 5 ] |
| Liaison HVDC Italie-Grèce                          | Grèce - Arachthos 39° 11′ 03″ N, 20° 57′ 52″ E                                                                     | Italie - Galatina 40° 09′ 53″ N, 18° 07′ 49″ E | 200                                | 110                 | 316                  | 400          | 500        | 2001                 | Thyr             | ABB | |
| Moyle                                              | Royaume-Uni - Auchencrosh 55° 04′ 10″ N, 4° 58′ 50″ O                                                              | Irlande du Nord- Ballycronan More 54° 50′ 34″ N, 5° 46′ 11″ O | 63.5                               |                     | 63.5                 | 2*250        | 2*250      | 2001                 | Thyr             | Siemens | |
| East South-II ESI II                               | Inde - Talcher, Orissa 21° 06′ 01″ N, 85° 03′ 49″ E                                                                | Inde - Kolar, Karnataka 13° 10′ 39″ N, 78° 07′ 00″ E |                                    | 1450                | 1450                 | ±500         | 2000       | 2003                 | Thyr             | Siemens | [ 6 ] |
| Cross Sound Cable                                  | États-Unis - New Haven, CT 41° 17′ 12″ N, 72° 54′ 08″ O                                                            | États-Unis - Shoreham, Long Island 40° 57′ 33″ N, 72° 52′ 03″ O | 40                                 |                     | 40                   | ±150         | 330        | 2002                 | IGBT             | ABB | câble sous-marin |
| Thailand-Malaysia                                  | Thaïlande - Khlong Ngae 6° 42′ 56″ N, 100° 27′ 08″ E                                                               | Malaisie - Gurun 5° 48′ 45″ N, 100° 32′ 06″ E |                                    | 110                 | 110                  | ±300         | 300        | 2001                 | Thyr             | Siemens | |
| Shengsi                                            | China - Shengsi 30° 42′ 06″ N, 122° 26′ 22″ E                                                                      | China - Anabasis Sizu 30° 51′ 56″ N, 121° 50′ 25″ E | 66.2 (63.21/2.99)                  | 50                  | 60                   | 2002         | Thyr       |                      |                  | | |
| Murraylink                                         | Australie - Red Cliffs 34° 17′ 31″ S, 142° 14′ 19″ E                                                               | Australie - Berri 34° 14′ 17″ S, 140° 36′ 01″ E | 177                                |                     | 177                  | ±150         | 220        | 2002                 | IGBT             | ABB | câble souterrain |
| Three Gorges-Changzhou                             | Chine - Longquan                                                                                                   | Chine - Zhengping 31° 36′ 42″ N, 119° 59′ 27″ E |                                    | 860                 | 860                  | ±500         | 3000       | 2003                 | Thyr             | ABB, Siemens | De la rive nord des Trois Gorges à Zhengping, 200 km de Shanghai dans le reseau est, |
| Sasaram B2B                                        | Inde-Sasaram 25° 07′ 42″ N, 83° 42′ 29″ E                                                                          | Inde-Sasaram 25° 07′ 42″ N, 83° 42′ 29″ E | 0                                  | 0                   | B2B                  | 205          | 500        | 2003                 | Thyr             | GEC Alsthom | |
| Rapid City DC Tie B2B                              | États-Unis - Rapid City, South Dakota 44° 00′ 37″ N, 103° 09′ 54″ O                                                | États-Unis - Rapid City, South Dakota 44° 00′ 37″ N, 103° 09′ 54″ O |                                    |                     | B2B                  | ±13          | 2*100      | 2003                 | Thyr             | ABB | [ 8 ] |
| Guizhou-Guangdong I GuG I                          | Chine - Anshun, Guizhou 26° 16′ 23″ N, 105° 48′ 21″ E                                                              | Chine - Zhaoqing, Guangdong 22° 54′ 57″ N, 112° 29′ 11″ E |                                    | 980                 | 980                  | ±500         | 3000       | 2004                 | Thyr             | Siemens | , |
| Three Gorges-Guangdong - Huizhou                   | Chine - Jingzhou 30° 27′ 26″ N, 112° 08′ 18″ E                                                                     | Chine - Huizhou 23° 16′ 15″ N, 114° 12′ 05″ E |                                    | 940                 | 940                  | ±500         | 3000       | 2004                 | Thyr             | ABB | Huizhou est 120 km à l'est de Guangzhou, |
| HVDC Troll                                         | Norvège - Kollsnes 60° 33′ 01″ N, 4° 50′ 26″ E                                                                     | Norvège - Offshore platform Troll A 60° 40′ 00″ N, 3° 40′ 00″ E | 70                                 |                     | 70                   | ±60          | 2*40       | 2004                 | IGBT             | ABB | Alimentation électrique en mer de compresseur de gaz |
| Basslink                                           | Australie - LoyYang 38° 15′ 45″ S, 146° 36′ 29″ E                                                                  | Australie - GeorgeTown, Tasmania 41° 06′ 53″ S, 146° 53′ 31″ E | 298.3                              | 71.8                | 350                  | 400          | 600        | 2006                 | Thyr             | Siemens | Un des plus longs câbles HVDC en service, voir aussi NorNed. |
| Visakhapatnam B2B Vizag II                         | Inde - Visakhapatnam 17° 38′ 26″ N, 83° 08′ 10″ E                                                                  | Inde - Visakhapatnam 17° 38′ 26″ N, 83° 08′ 10″ E |                                    |                     | B2B                  | ±88          | 500        | 2005                 | Thyr             | ABB | Installée à Gazuwaka. Similaire à Vizag I et connecté aux réseaux est et sud. |
| Lingbao B2B                                        | Chine - Lingbao 34° 32′ 56″ N, 110° 50′ 49″ E                                                                      | Chine - Lingbao 34° 32′ 56″ N, 110° 50′ 49″ E |                                    |                     | B2B                  | 168          | 360        | 2005                 | Thyr             | | |
| Lamar Co., Colorado B2B                            | US- Lamar Co., CO 38° 12′ 25,08″ N, 102° 31′ 43,92″ O                                                              | US- Lamar Co., CO 38° 12′ 25,08″ N, 102° 31′ 43,92″ O |                                    |                     | B2B                  | ±63.6        | 210        | 2005                 | Thyr             | Siemens | Combination de B2B HVDC & Grid Power Flow Controller (GPFC) |
| Three Gorges-Shanghai                              | Chine - Yidu 30° 31′ 45″ N, 111° 22′ 35″ E                                                                         | Chine - Shanghai 31° 14′ 13″ N, 121° 11′ 13″ E |                                    | 900                 | 900                  | ±500         | 3000       | 2006                 | Thyr             | ABB | [ 3 ] |
| Estlink 1                                          | Estonie - Harku 59° 23′ 05″ N, 24° 33′ 37″ E                                                                       | Finlande - Espoo 60° 12′ 14″ N, 24° 33′ 06″ E | 105                                |                     | 105                  | 150          | ±350       | 2006                 | IGBT             | ABB | [ 3 ] |
| Higashi-Shimuzu B2B                                | Japon - Shimuzu 35° 03′ 24″ N, 138° 29′ 58″ E                                                                      | Japon - Shimuzu 35° 03′ 24″ N, 138° 29′ 58″ E |                                    |                     | B2B                  | 125          | 300        | 2001                 | Thyr             | Hitachi/Toshiba | |
| Guizhou-Guangdong II GuG II                        | Chine - Xingren 25° 27′ 56″ N, 105° 15′ 14″ E                                                                      | Chine - Shenzhen 22° 45′ 01″ N, 113° 59′ 28″ E |                                    | 1225                | 1225                 | ±500         | 3000       | 2007                 | Thyr             | Siemens | , |
| Neptune                                            | États-Unis - Long Island (Hicksville) NY 40° 45′ 38″ N, 73° 33′ 04″ O                                              | US-Sayreville, NJ 40° 28′ 25,38″ N, 74° 21′ 11,1″ O | 105                                |                     | 105                  | 500          | 660        | 2007                 | Thyr             | Siemens | , |
| Sharyland B2B                                      | États-Unis - Sharyland, TX 26° 10′ 01″ N, 98° 19′ 25″ O                                                            | États-Unis - Sharyland, TX 26° 10′ 01″ N, 98° 19′ 25″ O |                                    |                     | B2B                  | ±21          | 150        | 2007                 | Thyr             | ABB | |
| Railroad DC Tie                                    | États-Unis - Sharyland, TX 26° 10′ 01″ N, 98° 19′ 25″ O                                                            | États-Unis - Sharyland, TX 26° 10′ 01″ N, 98° 19′ 25″ O |                                    |                     |                      | 21           | 150        | 2007                 | Thyr             | | |
| Al Fadhili B2B                                     | Arabie saoudite - Al Fadhili 26° 53′ 52″ N, 49° 20′ 47″ E                                                          | Arabie saoudite - Al Fadhili 26° 53′ 52″ N, 49° 20′ 47″ E |                                    |                     | B2B                  | 3*222        | 3*600      | 2009                 | Thyr             | Areva | |
| Gaoling B2B                                        | Chine - Gaoling 40° 10′ 49″ N, 120° 00′ 22″ E                                                                      | Chine - Gaoling 40° 10′ 49″ N, 120° 00′ 22″ E |                                    |                     | B2B                  |              | 1500       | 2008                 | Thyr             | | |
| Heihe B2B                                          | Chine - Heihe 50° 15′ 19″ N, 127° 25′ 37″ E                                                                        | Chine - Heihe 50° 15′ 19″ N, 127° 25′ 37″ E |                                    |                     | B2B                  |              | 750        | 2008                 | Thyr             | | |
| NorNed                                             | Pays-Bas - Eemshaven 53° 26′ 04″ N, 6° 51′ 57″ E                                                                   | Norvège - Feda 58° 16′ 58″ N, 6° 51′ 55″ E | 580                                |                     | 580                  | ±450         | 700        | 2008                 | Thyr             | ABB | [ 3 ] |
| Déglaceur de Lévis                                 | Québec - Lévis 46° 42′ 17″ N, 71° 11′ 39″ O                                                                        | Québec - Lévis 46° 42′ 17″ N, 71° 11′ 39″ O |                                    | 27 à 242            | 27 à 242             | ±17.4        | 250        | 2008                 | Thyr             | Areva | Installation de déglaçage des lignes à haute tension. Opération normale: SVC |
| Ballia-Bhiwadi                                     | Inde - Ballia 26° 04′ 16″ N, 83° 42′ 48″ E                                                                         | Inde - Bhiwadi 28° 11′ 00″ N, 76° 48′ 58″ E |                                    | 780                 | 780                  | ±500         | 2500       | 2010                 | Thyr             | Siemens | , |
| Poste Outaouais B2B                                | Québec - L'Ange-Gardien 45° 36′ 01″ N, 75° 26′ 47″ O                                                               | Québec - L'Ange-Gardien 45° 36′ 01″ N, 75° 26′ 47″ O |                                    |                     | B2B                  | 315          | 2* 625     | 2009                 | Thyr             | ABB | [ 3 ] |
| SAPEI                                              | Italie - Latina 41° 25′ 47″ N, 12° 48′ 25″ E                                                                       | Italie - Fiume Santo 40° 50′ 29″ N, 8° 18′ 21″ E | 440                                |                     | 435                  | ±500         | 500        | 2011                 | Thyr             | ABB | [ 3 ] |
| NordE.ON 1                                         | Allemagne - Diele 53° 07′ 31″ N, 7° 18′ 33″ E                                                                      | Allemagne - Borkum 2 platform 54° 21′ 15″ N, 6° 01′ 30″ E | 203                                |                     | 203                  | ±150         | 400        | 2012                 | IGBT             | ABB | [ 15 ] |
| HVDC Valhall                                       | Norvège - Lista 58° 04′ 37″ N, 6° 46′ 29″ E                                                                        | Norvège - Valhall, Offshore platform | 292                                |                     | 292                  | 150          | 78         | 2011                 | IGBT             | ABB | |
| Xianjiaba - Shanghai                               | Chine - Xianjiaba 28° 32′ 47″ N, 104° 25′ 04″ E                                                                    | Chine - Fengxian 30° 55′ 34″ N, 121° 46′ 15″ E |                                    | 2071                | 1980                 | ±800         | 6400       | 2010                 | Thyr             | ABB | Mise en service: 2010 (monopole), 2011 (bipole) |
| HVDC Ningxia - Shandong                            | China - Yinchuan 38° 06′ 56″ N, 106° 30′ 55″ E                                                                     | China - Qingdao 36° 18′ 41″ N, 119° 52′ 53″ E |                                    | 1348                |                      | ±660         | 4000       | 2010                 | Thyr             | | |
| Ningxia - Tianjing                                 | Chine - Ningxia | Chine - Tianjing |                                    |                     |                      |              | 3000       | 2010                 | Thyr             | | |
| Hulunbeir-Liaoning                                 | Chine - Hulunbeir 48° 31′ 04″ N, 119° 43′ 30″ E                                                                    | Chine - Shenyang 41° 07′ 25″ N, 122° 46′ 44″ E |                                    | 920                 | 920                  | ±500         | 3000       | 2010                 | Thyr             | ABB | [ 5 ] |
| Yunnan - Guangdong                                 | Chine - Yunnan province                                                                                            | Chine - Zengcheng 23° 15′ 19″ N, 113° 40′ 44″ E |                                    | 1418                | 1418                 | ±800         | 5000       | 2010                 | Thyr             | Siemens | [ 5 ] |
| Qinghai - Tibet                                    | Chine - Geermu 36° 21′ 20″ N, 95° 11′ 05″ E                                                                        | China - Lhasa 29° 52′ 39″ N, 91° 11′ 44″ E |                                    | 1038                | 1038                 | ±500         | 1200       | 2010                 | Thyr             | | |
| HVDC Baoji-Denyang                                 | China - Baoji 34° 34′ 47″ N, 107° 19′ 49″ E                                                                        | China - Denyang 31° 19′ 22″ N, 104° 34′ 51″ E |                                    |                     |                      | ±500         | 3000       | 2010                 | Thyr             | | |
| StoreBaelt                                         | Danemark - Fraugde 55° 22′ 01″ N, 10° 30′ 25″ E                                                                    | Danemark - Herslev 55° 31′ 53″ N, 11° 19′ 01″ E | 56                                 |                     | 56                   | 400          | 600        | 2010*                | Thyr             | Siemens | Mise en service prévue en 2010. Fournisseur: Siemens |
| Trans Bay Cable                                    | États-Unis - East Bay - Oakland, CA 38° 01′ 05,04″ N, 121° 51′ 02,7″ O                                             | États-Unis - San Francisco, CA 37° 45′ 08,76″ N, 122° 22′ 57,9″ O | 88                                 |                     | 88                   | 200          | 400        | 2010                 | IGBT             | Siemens/Pirelli | [ 16 ] |
| Caprivi Link                                       | Namibie - Gerus 20° 18′ 53″ S, 16° 27′ 09″ E                                                                       | Namibie - Zambezi 17° 30′ 06″ S, 24° 13′ 20″ E |                                    | 970                 | 950                  | 350          | 300        | 2010                 | IGBT             | ABB | [ 17 ] |
| Jinping - East China                               | Chine | Chine |                                    | 2090                | 2090                 | ±800         | 7200       | 2012                 | Thyr             | ABB | |
| BritNed                                            | Royaume-Uni - Grain 51° 26′ 24″ N, 0° 43′ 00″ E                                                                    | Pays-Bas - Maasvlakte 51° 57′ 27″ N, 4° 01′ 17″ E | 245                                |                     | 260                  | ±400         | 1000       | 2011                 | Thyr             | Siemens | [ 3 ] |
| Sumatera - Jawa                                    | Indonésie - Jawa                                                                                                   | Indonésie - Sumatera | 700                                |                     | 700                  | 500          | 3000       | 2011*                | Thyr             | | Mise en service prévue 2011 |
| North Shaanxi - Shandong                           | Chine | Chine |                                    | 1335                | 1335                 | ±660         | 4000       | 2011                 | Thyr             | ABB | |
| HVDC Hubei - Shanghai                              | China - Jingmen 30° 49′ 21″ N, 112° 07′ 15″ E                                                                      | China - Fenjing 30° 52′ 00″ N, 121° 00′ 58″ E |                                    | 970                 | 970                  | ±500         | 3000       | 2011                 | Thyr             | | |
| Shandong - East B2B                                | Chine | Chine |                                    |                     |                      |              | 1200       | 2011                 | Thyr             | | |
| Melo B2B                                           | Uruguay - Melo 32° 25′ 02″ S, 54° 05′ 34″ O                                                                        | Uruguay - Melo 32° 25′ 05″ S, 54° 05′ 40″ O |                                    |                     |                      | ?            | 500        | 2011                 | Thyr             | Areva | |
| Fenno-Skan 2                                       | Finlande - Rauma 61° 09′ 07″ N, 21° 37′ 32″ E                                                                      | Suède - Finnbole 60° 25′ 30″ N, 17° 03′ 42″ E | 200                                | 103                 | 303                  | 500          | 800        | 2011                 | Thyr             | | |
| Cometa                                             | Espagne - Morvedre 39° 38′ 28″ N, 0° 14′ 07″ O                                                                     | Espagne - Santa Ponsa 39° 32′ 02″ N, 2° 30′ 21″ E | 247                                |                     | 247                  | 250          | 400        | 2011                 | Thyr             | Prysmian/Nexans/Siemens | [ 3 ] |
| Jindo - Jeju                                       | Corée du Sud - Jeju                                                                                                | Corée du Sud - Jindo |                                    | 119                 | 119                  | 250          |            | 2011                 | Thyr             | | [ 3 ] |
| Nanhui Wind Farm Integration                       | China | China | 8.4                                |                     |                      | ±30kV        | 18         | 2011                 | IGBT             | | [ 18 ] |
| North - Central B2B                                | Chine | Chine |                                    |                     |                      |              | 1000       | 2012                 | Thyr             | | |
| East West Interconnector                           | Irlande - Woodland 53° 28′ 16″ N, 6° 34′ 03″ O                                                                     | Royaume-Uni - Shotton, Wales 53° 13′ 38″ N, 3° 04′ 22″ O | 130                                |                     | 130                  |              | 500        | 2012                 |                  | | Mise en service planifiée en 2012. Deux solutions alternatives à l'étude. |
| Rio Madeira                                        | Brésil - Porto Velho 8° 54′ 53″ S, 63° 57′ 27″ O                                                                   | Brésil - Araraquara 21° 49′ 59″ S, 48° 20′ 52″ O |                                    | 2350                | 2350                 | ±600         | 3150       | 2012                 | Thyr             | ABB | [ 19 ] |
| Mundra - Haryana                                   | Inde - Mundra 22° 49′ 46″ N, 69° 33′ 22″ E                                                                         | Inde - Mohindergarh 28° 21′ 40″ N, 76° 12′ 56″ E |                                    | 960                 | 960                  | 500          | 2500       | 2012                 | Thyr             | | |
| Rio Madeira Back-to-back station                   | Brésil - Porto Velho 8° 54′ 46″ S, 63° 57′ 27″ O; 8° 55′ 00″ S, 63° 57′ 30″ O                                      | Brésil - Porto Velho 8° 54′ 46″ S, 63° 57′ 27″ O; 8° 55′ 00″ S, 63° 57′ 30″ O |                                    |                     | B2B                  | 100          | 800        | 2012                 | Thyr             | ABB | |
| HVDC BorWin2                                       | Allemagne - Diele 53° 07′ 30″ N, 7° 18′ 29″ E                                                                      | Allemagne - BorWin Beta platform 54° 21′ 18″ N, 6° 01′ 30″ E | 200                                |                     | 200                  | 300          | 800        | 2012                 | IGBT             | Siemens | [ 21 ] |
| Xiluodo - Guangdong                                | Chine - Zhaotong                                                                                                   | Chine - Conghua |                                    | 1286                | 1286                 | ±500         | 6400       | 2013                 | Thyr             | NR(Protection&Control) | |
| Jinhong - Thailand                                 | Chine | Thaïlande |                                    |                     |                      |              | 3000       | 2013                 | Thyr             | | |
| HVDC DolWin1                                       | Allemagne - Heede 52° 58′ 57″ N, 7° 15′ 26″ E                                                                      | Allemagne - DolWin Alpha platform 53° 59′ 42″ N, 6° 25′ 16″ E | 165                                |                     | 165                  | 320          | 800        | 2013                 | IGBT             | ABB | [ 22 ] |
| Akhaltsikhe B2B                                    | Georgia - Akhaltsikhe 41° 42′ 26″ N, 43° 06′ 35″ E                                                                 | Georgie - Akhaltsikhe 41° 42′ 26″ N, 43° 06′ 35″ E |                                    |                     | B2B                  | 96           | 700        | 2013                 | Thyr             | | [ 23 ] |
| Dalian City Infeed                                 | China - Dalian North                                                                                               | China - Dalian South | 43                                 |                     |                      | ±320         | 1000       | 2013                 | Thy              | | [ 24 ] |
| HVDC HelWin1                                       | Allemagne - Büttel 53° 55′ 01″ N, 9° 13′ 55″ E                                                                     | Allemagne - HelWin Alpha platform 54° 27′ 07″ N, 7° 44′ 20″ E | 130                                |                     | 130                  | 250          | 576        | 2013                 | IGBT             | | [ 25 ] |
| Ridgefield B2B (Hudson Project)                    | USA - Ridgefield, New Jersey 40° 49′ 56″ N, 74° 00′ 44″ O                                                          | USA - Ridgefield, New Jersey 40° 49′ 56″ N, 74° 00′ 44″ O |                                    |                     |                      | 185          | 660        | 2013                 | Thyr             | | |
| Bheramara B2B                                      | Bangladesh - Bheramara 24° 04′ 03″ N, 89° 00′ 04″ E                                                                | Bangladesh - Bheramara 24° 04′ 03″ N, 89° 00′ 04″ E |                                    |                     |                      | 158          | 500        | 2013                 | Thyr             | | |
| Nanao Multi-terminal VSC HVDC                      | China - Sucheng 23° 26′ 40″ N, 116° 48′ 50″ E                                                                      | China - Jinniu 23° 26′ 14″ N, 117° 01′ 36″ E; China - Qingao 23° 25′ 46″ N, 117° 07′ 45″ E | 10                                 | 32                  | 42                   | +/-160       | 200/100/50 | 2013                 | IEGT/IGBT        | SEPRI (Electric Power Research Institute, China Southern Power Grid) is technically responsible for the entire project. Multiple suppliers are involved: three different VSC HVDC valve suppliers, two different HVDC land/sea cable suppliers and three different control & protection system/equipment suppliers. | , |
| Xiluodo - Hunan                                    | Chine | Chine |                                    |                     |                      | ±800         | 6400       | 2014                 | Thyr             | | |
| Biswanath- Âgrâ                                    | Inde - Âgrâ 27° 05′ 01″ N, 78° 04′ 22″ E                                                                           | Inde - Alipurduar, Inde - Biswanath |                                    | 1825                | 1825                 | 800          | 6000       | 2014*                | Thyr             | | Mise en service prévue 2014-2015 (bipole) |
| HVDC SylWin1                                       | Allemagne - Büttel 53° 55′ 01″ N, 9° 13′ 55″ E                                                                     | Allemagne - SylWin Alpha platform 55° 03′ 47″ N, 7° 14′ 28″ E | 205                                |                     | 205                  | 320          | 864        | 2014                 | IGBT             | Siemens | [ 29 ] |
| INELFE Baixas - Santa Llogaia                      | France - Baixas 42° 43′ 56″ N, 2° 48′ 14″ E                                                                        | Spain - Santa Llogaia 42° 13′ 59″ N, 2° 56′ 39″ E | 64                                 |                     | 64                   | ±320         | 2000       | 2014                 | IGBT             | Supplier: Siemens | [ 30 ] |
| Estlink 2                                          | Estonie - Püssi 59° 22′ 13″ N, 27° 04′ 05″ E                                                                       | Finlande - Anttila 60° 22′ 36″ N, 25° 22′ 01″ E | 157                                | 14                  | 171                  | 450          | 650        | 2014                 | Thyr             | | |
| Mackinac B2B                                       | USA - Saint Ignace, Michigan 45° 51′ 31″ N, 84° 44′ 18″ O                                                          | USA - Saint Ignace, Michigan ~45° 51′ 31″ N, 84° 44′ 09″ O |                                    |                     |                      | 70           | 200        | 2014                 | IGBT             | | |
| Eastern Alberta Transmission Line                  | Canada – Newell, AB 50° 30′ 41″ N, 112° 01′ 02″ O                                                                  | Canada – Heathfield, AB 53° 51′ 28″ N, 113° 13′ 52″ O |                                    |                     | 485                  | 500          | 1000       | 2014                 | Thy              | Completion due December 2014 | [ 31 ] |
| Zhoushan Multi-terminal DC Interconnection         | China - Zhoushan 30° 09′ 07″ N, 121° 59′ 29″ E                                                                     | China - Qushan 30° 25′ 26″ N, 122° 16′ 48″ E ; China - Daishan 30° 19′ 37″ N, 122° 11′ 35″ E ; China - Yangshan 30° 36′ 26″ N, 122° 07′ 40″ E ; China - Sijiao 30° 41′ 45″ N, 122° 25′ 50″ E                              | 134                                |                     | 134                  | ±200         | 400        | 2014                 | IGBT             | Supplier:C-EPRI Electric Power Engineering Co.,Ltd | [ 32 ] |
| Western Alberta Transmission Line                  | Canada – Genesee, AB 53° 21′ 13″ N, 114° 18′ 33″ O                                                                 | Canada – Langdon, AB 50° 57′ 37″ N, 113° 43′ 11″ O |                                    |                     | 350                  | 500          | 1000       | 2015                 | Thy              | Completion due April 2015 | [ 31 ] |
| SydVästlänken                                      | Suede - Barkeryd 57° 44′ 52″ N, 14° 39′ 19″ E                                                                      | Suède - Hurva 55° 49′ 59″ N, 13° 36′ 08″ E | 197                                | 63                  |                      | 300          | 2x720      | 2013- 2015           | IGBT             | Alstom | |
| Humeng - Shandong                                  | Chine | Chine |                                    |                     |                      | ±800         | 6400       | 2015                 | Thyr             | | |
| Xiluodo - Hanzhou                                  | Chine | Chine |                                    |                     |                      | ±800         | 6400       | 2015                 | Thyr             | | |
| Irkutsk - Beijing                                  | Russie - Irkutsk                                                                                                   | Chine - Pékin |                                    |                     |                      | ±800         | 6400       | 2015                 | Thyr             | | |
| Nuozhadu - Guangdong                               | Chine | Chine |                                    |                     |                      | ±800         | 6400       | 2015                 | Thyr             | | |
| Western HVDC Link                                  | Royaume-Uni - Hunterston 55° 43′ 16″ N, 4° 53′ 07″ O                                                               | Royaume-Uni - Connah's Quay 53° 13′ 54″ N, 3° 01′ 58″ O | 414                                |                     | 414                  | 600          | 2000       | 2015                 | Thyr             | Siemens | |
| Alytus B2B                                         | Lituanie - Alytus 54° 26′ 19″ N, 23° 58′ 02″ E                                                                     | Lituanie - Alytus 54° 26′ 19″ N, 23° 58′ 02″ E |                                    |                     |                      | ?            | 1000       | 2015                 | Thyr             | | |
| HVDC DolWin2                                       | Allemagne - Heede 52° 58′ 52″ N, 7° 15′ 26″ E                                                                      | Allemagne - DolWin Bets platform 53° 58′ 41″ N, 6° 55′ 23″ E | 135                                |                     | 135                  | 320          | 900        | 2015                 | IGBT             | ABB | [ 33 ] |
| HVDC NordBalt                                      | Suede - Nybro 56° 46′ 04″ N, 15° 51′ 15″ E                                                                         | Lithuania - Klapeida 55° 40′ 54″ N, 21° 15′ 24″ E | 450                                |                     | 450                  | 300          | 700        | 2015                 | IGBT             | ABB | [ 34 ] |
| HVDC HelWin2                                       | Allemagne - Büttel 53° 55′ 01″ N, 9° 13′ 55″ E                                                                     | Allemagne - HelWin Beta platform 54° 27′ 11″ N, 7° 44′ 20″ E | 130                                |                     | 130                  | 320          | 690        | 2015                 | IGBT             | | |
| HVDC Finland - Åland                               | Finland - Ytterby                                                                                                  | Finland - Nådendal 60° 27′ 49″ N, 22° 03′ 49″ E | 158                                |                     | 158                  | ±80          | 100        | 2015                 | IGBT             | | |
| Zhoushan Multi-terminal DC Interconnection         | China | China | 134                                |                     | 134                  | ±200 kV      | 400        | ?                    | IGBT             | | [ 35 ] |
| Jinsha River II - East China                       | Chine | Chine |                                    |                     |                      | ±800         | 6400       | 2016                 | Thyr             | | |
| Goupitan - Guangdong                               | Chine | Chine |                                    |                     |                      |              | 3000       | 2016                 | Thyr             | | |
| Shetland HVDC Connection                           | UK - Upper Kergord Valley                                                                                          | UK - Blackhillock | 345                                |                     | 345                  | ?            | 550        | 2016                 | Thyr             | | |
| Mogocha B2B                                        | Russia - Mogocha53° 43′ 30″ N, 119° 47′ 22″ E                                                                      | Russia - Mogocha53° 43′ 30″ N, 119° 47′ 22″ E |                                    |                     |                      | ±32          | 200        | 2014                 | Thyr             | | [ 36 ] |
| HVDC Italy-Croatia                                 | Italie - Candia | Croatie - Konjsko |                                    |                     |                      |              |            | 2017                 | Thyr             | | |
| HVDC MON.ITA Project                               | Italie - Cepagatti 42° 23′ 41″ N, 14° 07′ 30″ E                                                                    | Montenegro - Lastva Grbaljska 42° 19′ 03″ N, 18° 47′ 41″ E | 415                                |                     | 415                  | ±500         | 1000       | 2017                 | IGBT             | | |
| Jinsha River II - Fujian                           | Chine | Chine |                                    |                     |                      | ±800         | 6400       | 2018                 | Thyr             | | |
| Humeng - Liaoning                                  | Chine | Chine |                                    |                     |                      | ±800         | 6400       | 2018                 | Thyr             | | |
| Humeng - Liaoning                                  | Chine | Chine |                                    |                     |                      | ±800         | 6400       | 2018                 | Thyr             | | |
| Hami - Central China                               | Chine | Chine |                                    |                     |                      | ±800         | 6400       | 2018                 | Thyr             | | |
| Hami - Zhengzhou                                   | Chine-Hami 42° 35′ 20″ N, 93° 27′ 46″ E                                                                            | Chine-Zhengzhou 34° 48′ 46″ N, 114° 03′ 24″ E |                                    | 2192                | 2192                 | 800          | 8000       | 2014                 | Thyr             | Supplier: C-EPRI Electric Power Engineering Co.,Ltd | ??? |
| Nelson River Bipole 3                              | Canada - Keewatinoow 56° 39′ 25″ N, 93° 51′ 14″ O                                                                  | Canada - Riel 49° 51′ 59″ N, 96° 56′ 24″ O |                                    | 1324                | 1324                 | 500          | 2000       | 2018                 | Thyr             | Supplier: Siemens | , |
| Caithess Moray HVDC                                | UK - Spittal | UK - Blackhillock | 160                                |                     | 160                  | 320          | 1200       | 2018                 | IGBT             | Supplier: ABB | |
| Ethiopia–Kenya HVDC Interconnector                 | Ethiopia - Wolayta 6° 54′ 27″ N, 37° 43′ 19″ E                                                                     | Kenya - Suswa 1° 03′ 44″ S, 36° 21′ 35″ E | 1045 (0/1045)                      | 500                 | 2000                 | 2019         | Thyr       |                      |                  | | |
| Khani B2B                                          | Russia - Khani56° 55′ 09″ N, 119° 59′ 24″ E                                                                        | Russia - Khani56° 55′ 09″ N, 119° 59′ 24″ E |                                    |                     |                      | ±32          | 200        | 2019                 | Thyr             | | [ 36 ] |
| Nordlink                                           | Norge - Tonstad 58° 40′ 07″ N, 6° 45′ 16″ E                                                                        | Allemagne - Wilster 53° 55′ 18″ N, 9° 20′ 41″ E | 570                                | 53                  | 623                  | 525          | 1400       | 2019                 | Thyr             | | |
| Bentwisch B2B                                      | Allemagne - Bentwisch54° 06′ 04″ N, 12° 12′ 56″ E                                                                  | Allemagne - Bentwisch54° 06′ 04″ N, 12° 12′ 56″ E |                                    |                     |                      | ±140         | 410        | 2019                 | IGBT             | | |
| ALEGrO                                             | Belgique - Lixhe                                                                                                   | Allemagne - Oberzier | 100                                |                     | 100                  | 320          | 1000       | 2019                 | IGBT             | | |
| New HVDC Hokkaido-Honshu                           | Japan - Imabetsu 41° 08′ 01″ N, 140° 30′ 46″ E                                                                     | Japan - Hokuto 41° 54′ 57″ N, 140° 35′ 07″ E | 24                                 | 98                  | 122                  | 250          | 300        | 2019                 | IGBT             | | |
| COBRAcable                                         | Denmark - Endrup via Fanø 55° 31′ 49″ N, 8° 42′ 13″ E                                                              | Nederlands - Eemshaven 53° 26′ 07″ N, 6° 52′ 02″ E | 325                                |                     | 325                  | ±320         | 700        | 2019                 | IGBT             | Suppliers: Siemens, Prysmian, Cost € 449m | , |
| NSN                                                | Norge - Kvilldal                                                                                                   | UK - Blyth | 730                                |                     | 730                  | 515          | 1400       | 2020                 | IGBT             | Supplier: ABB, Prysmian Group, Nexans | |
| HVDC Ekibastuz-Centre                              | Kazhakstan - Ekibastus 51° 48′ 57″ N, 75° 18′ 58″ E                                                                | Russie - Tambov 52° 46′ 25″ N, 41° 19′ 17″ E |                                    | 2400                | 2400                 | 750          | 6000       | ?                    | Thyr             | | Non terminée |
| Vizag I                                            | Inde - Visakhapatnam Gazuwaka                                                                                      | Inde - Gazuwaka |                                    |                     |                      | 176          | 500        | ?                    | Thyr             | | |
| Shanghai-Shensi                                    | Chine - Shanghai                                                                                                   | Chine - Shensi |                                    |                     |                      | ±50          | ?          | ?                    | Thyr             | | |
| Chandrapur B2B                                     | Inde-Chandrapur 20° 05′ 32″ N, 79° 08′ 32″ E                                                                       | Inde-Chandrapur 20° 05′ 32″ N, 79° 08′ 32″ E | 0                                  | 0                   | B2B                  | 205          | 1000       | ?                    | Thyr             | | |
| AQUIND Interconnector                              | France - Barnabos                                                                                                  | Royaume-Uni - Lovedean | 242                                |                     | 242                  | 320          | 2000       | 2021                 | Câble sous-marin | Fournisseurs: National Grid plc (sous-station dans le Royaume-Uni); Réseau de Transport d'Électricité (RTE) (sous-station en France) | |

## Records

### Grandes évolutions technologiques
Le premier projet à utiliser des diodes à vapeur de mercure pour ses valves est le projet Gotland, mis en service en 1954. Le premier utilisant les thyristors est celui de Eel River en 1972, qui est également le premier dos à dos (back to back en anglais),. Le premier multi-terminal a été mis en service en 1986 au Canada. Le premier VSC a été mis en service en 1997 par ABB, il s'agissait d'une station expérimentale. La première installation commerciale date de 1999 à Gotland. Enfin le premier VSC multi-niveaux a été mis en service en 2010 à San Francisco.

### Liaison la plus longue
La première ligne HVDC entre Miesbach et Munich avait une longueur de 57 km.
La ligne aérienne Inga-Shaba mise en service en 1982, a longtemps été la plus longue ligne HVDC au monde avec 1 700 km. Elle va être détrônée, a priori courant 2013, par la ligne Rio Madeira au Brésil qui a une longueur de 2 500 km. La ligne Xiangjiaba - Shanghai avec 1 980 km a également une longueur remarquable.
Le premier câble est celui du projet Gotland de 1954, qui avait une distance de 96 km.
La ligne entre la Sardaigne et l'Italie, mise en service en 1967, avait une distance de câble de 121 km. Le projet Fenno-Skan, mis en service en 1989, avait un câble de 200 km de long. Le projet Baltic cabel de 1994, comprenait un câble de 255 km de longueur. Le câble HVDC le plus long, avec 580 km, est celui du projet NorNed, reliant donc les Pays-Bas à la Norvège, mise en service en 2008.

### Plus haut niveau de tension
Les premiers projets HVDC avaient une tension très basse, pour la ligne Miesbach-Munich elle était de 2 kV. Le projet Gotland en 1954 avait une tension de 100 kV. Le projet English channel, de 1961, avait une tension de +/- 100 kV. La ligne Volgograd-Donbass de 1965 atteint +/- 400 kV. Le projet Nelson River de 1977 avait une tension de 450 kV. En 1978, le projet Cahorra-Bassa atteint +/-533 kV. Le projet Itaipu, mis en service en 1986, a une tension de +/-600 kV. Enfin la ligne Yunnan-Guangdong, mis en service en 2010, atteint la tension de +/-800 kV.

### Plus grande puissance transmise
La ligne Miesbach-Munich avait une puissance nominale de 1,5 kW,. Le projet Gotland transportait une puissance de 20 MW, english channel 160 MW et Volgograd-Donbass 720 MW. Le projet Pacific inertie atteint les 1 440 MW en 1970. En 1986, le projet Itaipu devient la liaison transportant la plus grande puissance active avec 6 000 MW. Yunnan-Guangdong n'a certes « que » 5 000 MW, mais seules deux lignes sont nécessaires contrairement aux 2 précédents projets qui multipliaient lignes et pôles. Le record est battu en 2010 par la ligne Xiangjiaba - Shanghai avec 6 400 MW.
Enfin la ligne Jinping - Sunan qui doit entrer en service en 2013 doit atteindre les 7 200 MW.

## Afrique
La ligne Inga-Shaba mise en service en 1982, avec une puissance de 560 MW et une distance de 1 700 km a été construite au Zaïre afin de relier un barrage construit sur le Congo à la capitale Kinshasa. Sa tension est de +/-500 kV. C'est la seule installation HVDC en Afrique francophone en 2012.

## Amérique

### Québec

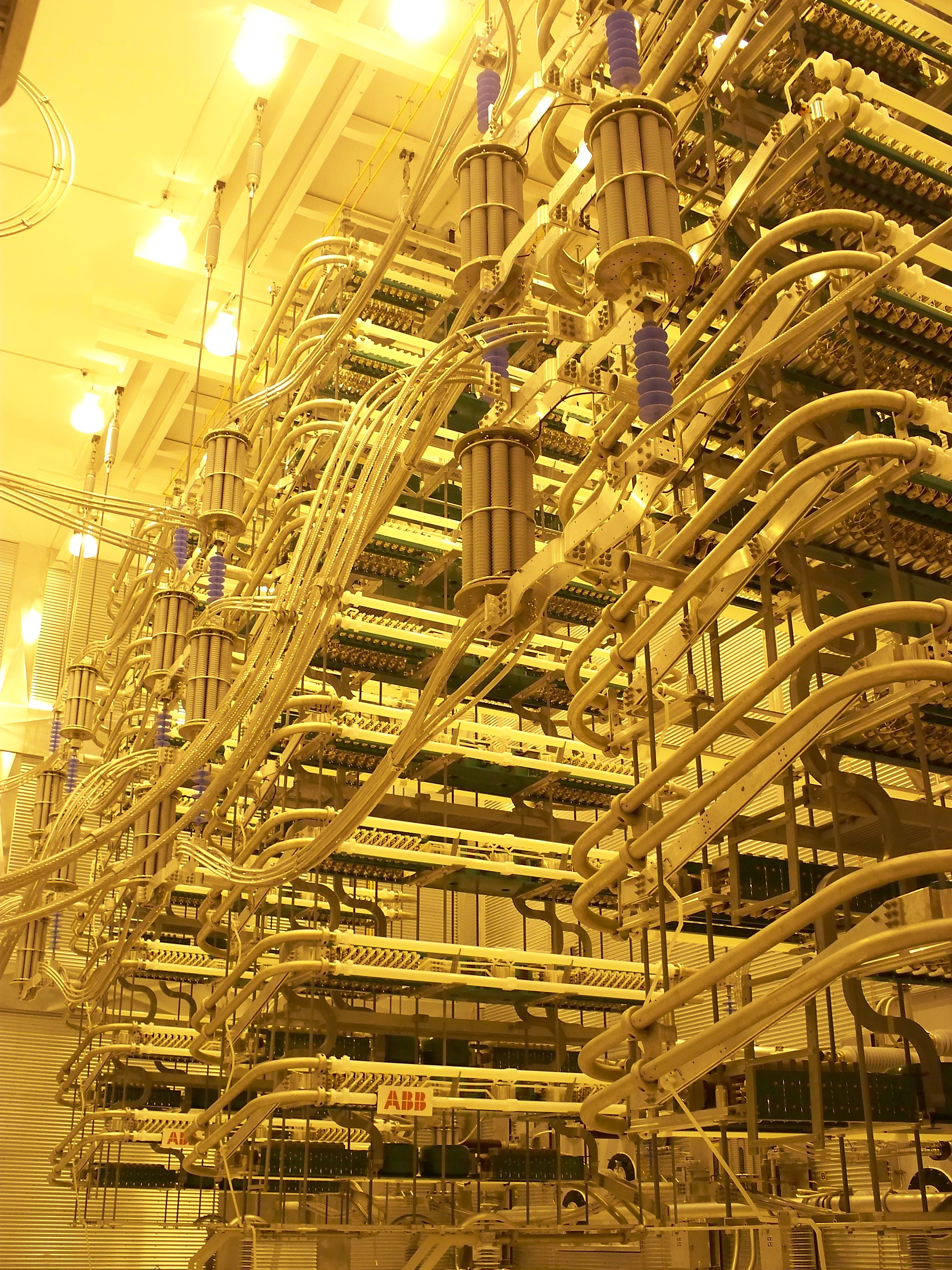
Le redresseur au poste des Outaouais, une interconnexion dos-à-dos entre les réseaux du Québec et de l'Ontario. Cette installation de 1250 MW a été mise en service en 2009.

Le plus grand multi-terminaux actuel est le réseau multiterminal à courant continu, mis en service en 1992, avec une puissance de 2 GW.
Plusieurs interconnexions dos à dos sont en service à la frontière américaine : ainsi celui de Châteauguay a été mis en service en 1984 avec une puissance de 100 MW, alors que celle de Highgate en 1985 de 200 MW. À la limite avec le Nouveau-Brunswick à Madawaska en 1985 avec une puissance de 350 MW. La plus récente interconnexion dos-à-dos a été mise en service en 2009 aux postes des Outaouais pour alimenter le réseau de l'Ontario. Elle a une capacité de 1 250 MW celui de Outaouais en 2009 de 1 250 MW.
En 2008, une ligne HVDC originale y a été inaugurée : il s'agit d'un système destiné à dégivrer les lignes de transmission AC, et installé au poste de Lévis.

### Carte des installations

Liaisons sous-marines électriques HVDC en Europe (à l'exception des lignes de faible puissance). Légende :,,.

## Europe

### Belgique
National Grid et Elia, respectivement gestionnaire des réseaux britannique et belge, ont mis en service en 2019 une ligne HVDC entre les deux pays nommée Nemo,,.
ALEGrO est une ligne souterraine à courant continu haute tension entre Lixhe en Belgique et Oberzier en Allemagne mise en service en 2020,,.

### France

#### Installations HVDC historiques
Une des premières lignes HVDC fut la ligne Lyon-Moûtiers capable de transmettre 8 600 kW de puissance hydroélectrique sur une distance de 200 km, dont 10 sous terre. Le système utilisait 8 générateurs connectés en série avec deux commutateurs par générateur. Au total, il y avait une tension de 150 kV entre les poles. Elle fut en fonctionnement de 1906 à 1936,,.
La première ligne HVDC reliant la France à l'Angleterre sous la Manche date a été mise en service en 1961 et se nommait English channel. Elle avait une puissance de 160 MW et une tension de +/-100 kV. Le choix d'une ligne a courant continu s'était fait car, à l'époque, le Royaume-Uni ne disposait pas d'un réglage automatique de la fréquence en fonction de la charge. La construction d'une ligne HVDC à la place d'une ligne AC était donc moins chère qu'une adaptation de l'ensemble du réseau britannique.

#### Avec l'Angleterre
La ligne English channel a été remplacée en 1986 par la ligne IFA (Interconnexion France-Angleterre) d'une puissance de 2 000 MW pour une tension de +/-270 kV. Son objectif est de permettre d'exploiter le fait que les pics de charge ne sont pas enregistrés aux mêmes heures dans les deux pays. Elle est constituée de 2 bipôles de 1 000 MW. Ses deux stations se trouvent à Sellindge et Bonningues-les-Calais.
En 2021, la liaison IFA-2 qui relie la Basse-Normandie et l'Angleterre à hauteur de l'île de Wight a été mise en service. Elle a une puissance de 1 000 MW et une longueur de 200 km.
Puis en 2022, la liaison Eleclink, pilotée par une filiale d'Eurotunnel qui utilise la galerie du tunnel sous la Manche a été mise en service. Sa puissance est de 1 000 MW.
Une nouvelle interconnexion FAB Link via Aurigny d’une puissance de 1 000 MW et d’une longueur de l’ordre de 200 km est à l'étude,, (voir aussi Raz Blanchard).

#### Avec la Corse
En 1985, un troisième terminal en Corse est ajouté à la liaison SACOI entre l'Italie et la Sardaigne, et permet à l'île de beauté de se raccorder au réseau continental. Elle a une puissance de 50 MW, une tension de 200 kV et le câble entre le continent et l'île fait 105 km de long,.

#### Avec l'Espagne
L'interconnexion électrique France-Espagne Baixas - Santa Llogaia, entre Baixas en France et Santa Llogaia en Espagne est en service depuis 2015. Il s'agit d'une ligne HVDC VSC de +/-320 kV de 68 km pour une capacité de transit de 2 x1 000 MW. Elle représente un investissement d’environ 700 M€.
Afin de porter la capacité d'échange de la péninsule ibérique à 5 GW, l'interconnexion électrique France-Espagne Golfe de Gascogne est en projet : il s'agira d’une ligne à courant continu sous-marine entre la région de Bilbao et l’Aquitaine,,.

#### Avec l'Italie
La ligne Savoie-Piémont à courant continu entre les postes de Grande-Ile en France et Piossasco en Italie est de 190 km de long et traverse les Alpes par le tunnel routier du Fréjus,. Un premier Link a été mis en service en 2022 et un deuxième Link est prévu d'être mis en service en 2023. À terme, la liaison offrira une capacité de 2x600 MW.

#### Avec l'Irlande
Un projet d'interconnexion
Celtic Interconnector est planifié pour une mise en service prévue en 2026.

#### Vision globale
Dans sa politique de développement des lignes transfrontalières et des capacités d'interconnexion, RTE a présenté dans son schéma décennal plusieurs projets de ligne HVDC reliant la France à ses pays voisins. En effet : 

« Avec de très fortes concentrations de moyens de production solaires et éoliens en Espagne, en Allemagne, en Italie et bientôt en France et au Royaume-Uni, et une consommation française très sensible aux vagues de froid, les échanges entre la France et ses voisins, autrefois relativement réguliers, sont désormais très variables. Cette tendance va s’accentuer à l’avenir, au fur et à mesure que les énergies renouvelables se déploieront en France et en Europe. Elle sera d’autant plus sensible que des ressources spécifiques se concentreront géographiquement comme l’éolien dans les mers du nord, ou l’énergie solaire dans les pays
méditerranéens. Le calendrier s’est encore accéléré après l’accident de Fukushima notamment en Allemagne ou en Italie. »

— Schéma décennal du développement du réseau, RTE
Dans le détail RTE prévoit de porter à 8 GW ses capacités d'échanges internationaux d'ici 2020.